# Wyry (gemeente)
De gemeente Wyry is een landgemeente in het Poolse woiwodschap Silezië, in powiat Mikołowski.
De zetel van de gemeente is in Wyry.
Op 30 juni 2004, telde de gemeente 6249 inwoners.
De gemeente grenst aan Mikołowem, in het zuiden aan Kobiórem, in het westen aan Orzeszem en Łaziskami Górnymi, in het oosten aan Tychami.

## Oppervlakte gegevens
In 2002 bedroeg de totale oppervlakte van gemeente Wyry 34,45 km², waarvan:
- agrarisch gebied: 55%
- bossen: 38%

De gemeente beslaat 14,88% van de totale oppervlakte van de powiat.

## Demografie
Stand op 30 juni 2004:
| Omschrijving                   | Totaal | Totaal | Vrouwen | Vrouwen | Mannen | Mannen |
| ------------------------------ | ------ | ------ | ------- | ------- | ------ | ------ |
| eenheid                        | aantal | %      | aantal  | %       | aantal | %      |
| inwoners                       | 6249   | 100    | 3182    | 50,9    | 3067   | 49,1   |
| bevolkingsdichtheid (inw./km²) | 181,4  | 181,4  | 92,4    | 92,4    | 89     | 89     |

In 2002 bedroeg het gemiddelde inkomen per inwoner 1522,32 zł.

## Aangrenzende gemeenten
Kobiór, Łaziska Górne, Mikołów, Orzesze, Tychy